# Navdanya
(Vandana Shiva, Messaggio a Navdanya http://www.navdanya.org/about-us/from-the-founder (visitato il 10 gennaio 2010 0:09))

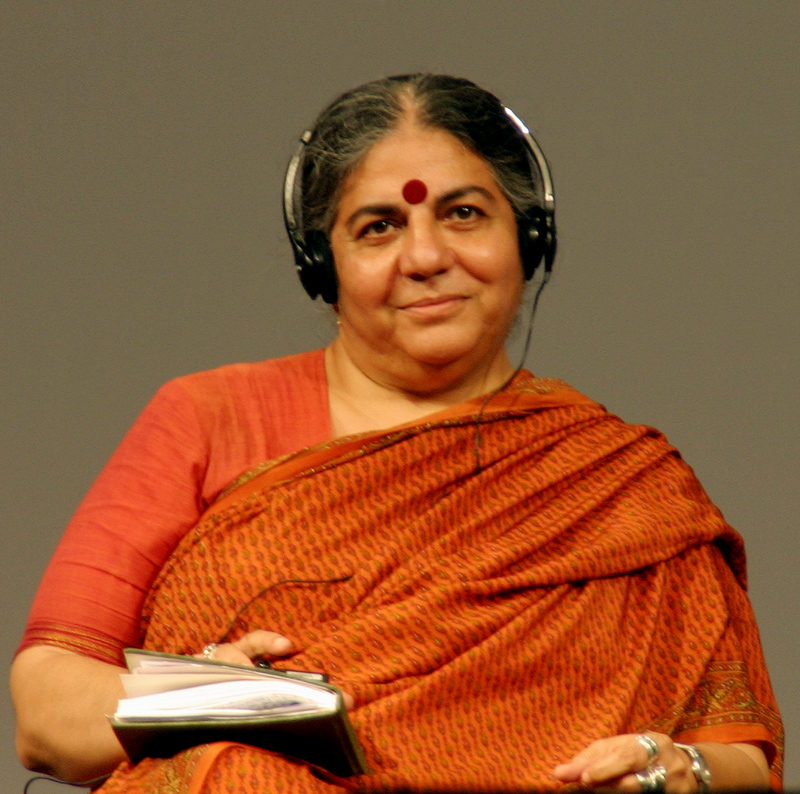
Vandana Shiva, fondatrice di Navdanya

Navdanya è un'iniziativa a sfondo ambientalista lanciata nel 1987 da Vandana Shiva sulla base di un'antica tradizione indiana. Si tratta di un complesso progetto di varie banche dei semi OGM free che vorrebbe mettere in comunicazione varie comunità contadine rurali dell'India, e ad oggi coinvolge già circa 30.000 agricoltori, ma nell'azione di formazione e fornitura gratuita delle sementi sono in totale coinvolte circa 500 000 persone, molte delle quali donne, che hanno così la possibilità di avere un rapporto con la terra e l'agricoltura, da sempre punti salienti delle idee di Vandana Shiva. La priorità di Navdanya è il benessere dei piccoli produttori rurali marginalizzati.
Navdanya significa nove semi, e indica la reintroduzione di antiche tecnica di semina di varietà diverse nello stesso campo per aumentare la fertilità, tecniche tradizionali abolite spesso per far posto produzione intensiva di prodotti da esportazione, si veda per l'India il riso.
Navdanya ha anche attivato Bija Vidyapeeth (La scuola dei semi) sulla biodiversità e i Cambiamenti climatici nella Doon Valley, nell'Uttranchal, zona a nord dell'India.
Navdanya aderisce anche al gruppo di Terra Madre.